# Consolida flava
Consolida flava és una espècie de plantes amb flors del gènere dels esperons de la família de les ranunculàcies.

## Descripció
Consolida flava és una planta de 30-60 cm d'alçada, ramificada de forma dividida, retrorsa estrigulosa per sota, de color groc i pubescent, sovint amb pèls a la punta de les glàndules o pèls inflats a la base. Les fulles inferiors són evanescents, multifides. Les fulles són caulinars sèssils o subsessils, multifides amb lòbuls lineals d'uns 1,5 a 2 mm d'amplada, més o menys pelut i cruixent. Les flors són grogues, en nombrosos raïms laxos de poques flors. Les bràctees generalment són simples, fins a 5 mm. Els pedicels són prims, d'1,4 cm de llarg, amb petites bractèoles (2-3 mm) prop del centre. Els sèpals fan entre 9 a 10 mm, oblongo-espatulats a obovats, nítids i pubescents, sobretot prop del centre, el parell lateral més ample, arrodonit, els altres més o menys punxeguts. Els esperons fan uns 20 mm de llarg, 3 mm d'ample a la base, horitzontals i flexibles. Els pètals són blanquinosos, groc clar i violeta prop de l'àpex, que fan 1718 mm d'ample, amb lòbuls laterals de 5 mm, lleugerament corbats cap amunt i lòbul central de 3 mm, units a la punta. Els filaments són blanquinosos, eixamplats bruscament per sota de la meitat i subglabres. Els fol·licles de 9-11 x 3,5-4 mm, són oblongs, amb arestes transversals, pubescents adpresos. Els seus estils fan 4 mm de llarg.

## Distribució i hàbitat
Consolida flava creix a Síria i Iraq.

## Taxonomia
Consolida flava va ser descrita per (DC.) Schroed. ex-Hand.-Mazz i publicat a Annalen des Naturhistorischen Museums in Wien 27: 43, a l'any 1913.
Etimologia
Vegeu:Consolida
flava: epítet llatí que significa "rossa".
Sinonímia
- Delphinium flavum DC.